# Mišjakinja (biljni rod)
Mišjakinja (crijevac, zvjezdina, lat. Stellaria), rod jednogodišnjeg raslinja i trajnica iz porodice klinčićevke (Caryophyllaceae). 
Postoji 164 vrsta, a neokliko vrsta raste i u Hrvatskoj: travolika mišjakinja (S. graminea), velika mišjakinja (S. holostea), srednja mišjakinja (S. media), barska mišjakinja (S. palustris), crijevac povaljeni ili močvarna mišjaknija (S. alsine), gajska mišjakinja (S. nemorum), vodena mokrica (S. aquatica) i još nekoliko
Vrsta vodena mokrica (sin. Myosoton aquaticum) uključena je u ovaj rod iz monotipskog roda Myosoton, pod novim imenom Stellaria aquatica.

## Vrste
1. Stellaria aquatica (L.) Scop.
2. Stellaria abaensis H.F.Xu & Z.H.Ma
3. Stellaria alaschanica Y.Z.Zhao
4. Stellaria alaskana Hultén
5. Stellaria alsine Grimm
6. Stellaria alsinoides Boiss. & Buhse
7. Stellaria altimontana N.S.Pavlova
8. Stellaria amblyosepala Schrenk
9. Stellaria amplexicaulis (Hand.-Mazz.) Huan C.Wang & Feng Yang
10. Stellaria anagalloides C.A.Mey. ex Rupr.
11. Stellaria angarae Popov
12. Stellaria angustifolia Hook.
13. Stellaria antillana Urb.
14. Stellaria antoniana Volponi
15. Stellaria apetala Bernardino
16. Stellaria aphanantha Griseb.
17. Stellaria aphananthoidea Muschl.
18. Stellaria aquatica (L.) Scop.; vodena mokrica
19. Stellaria arenarioides Shi L.Chen, Rabeler & Turland
20. Stellaria arvalis Fenzl ex F.Phil.
21. Stellaria australis Zoll. & Moritzi
22. Stellaria bistyla Y.Z.Zhao
23. Stellaria borealis Bigelow
24. Stellaria brachypetala Bunge
25. Stellaria bungeana Fenzl
26. Stellaria calycantha (Ledeb.) Bong.
27. Stellaria celsa Ravenna
28. Stellaria cherleriae (Fisch. ex Ser.) F.N.Williams
29. Stellaria chilensis Pedersen
30. Stellaria chinensis Regel
31. Stellaria circinata Ravenna
32. Stellaria concinna Ravenna
33. Stellaria congestiflora H.Hara
34. Stellaria corei Shinners
35. Stellaria crassifolia Ehrh.
36. Stellaria crispa Cham. & Schltdl.
37. Stellaria cryptopetala Griseb.
38. Stellaria cupaniana (Jord. & Fourr.) Bég.
39. Stellaria cuspidata Willd. ex Schltdl.
40. Stellaria dahurica Willd. ex Schltdl.
41. Stellaria darvasievii Kamelin
42. Stellaria debilis d´Urv.
43. Stellaria decipiens Hook.fil.
44. Stellaria decumbens Edgew.
45. Stellaria delavayi Franch.
46. Stellaria depressa Schmid
47. Stellaria dianthifolia F.N.Williams
48. Stellaria dicranoides (Cham. & Schltdl.) Fenzl
49. Stellaria discolor Turcz.
50. Stellaria elatinoides Hook.fil.
51. Stellaria emirnensis Danguy
52. Stellaria erlangeriana Engl.
53. Stellaria eschscholtziana Fenzl
54. Stellaria fenzlii Regel
55. Stellaria filicaulis Makino
56. Stellaria filiformis (Benth.) Mattf.
57. Stellaria fischeriana Ser.
58. Stellaria flaccida Hook.
59. Stellaria glochidisperma (Murb.) Freyn
60. Stellaria gracilenta Hook.fil.
61. Stellaria graminea L.
62. Stellaria gyangtsensis F.N.Williams
63. Stellaria gyirongensis L.H.Zhou
64. Stellaria hebecalyx Fenzl
65. Stellaria henryi F.N.Williams
66. Stellaria hintoniorum B.L.Turner
67. Stellaria hippoctona (Czern.) Klokov
68. Stellaria humifusa Rottb.
69. Stellaria imbricata Bunge
70. Stellaria infracta Maxim.
71. Stellaria inundata Vorosch.
72. Stellaria irazuensis Donn.Sm.
73. Stellaria irrigua Bunge
74. Stellaria jacutica Schischk.
75. Stellaria koelzii Rech.fil.
76. Stellaria kolymensis A.P.Khokhr.
77. Stellaria krylovii N.V.Vlassova & Artemov
78. Stellaria laevis (Bartling) Rohrb.
79. Stellaria lanata Hook.fil. ex Edgew. & Hook.fil.
80. Stellaria lanipes C.Y.Wu & H.Chuang
81. Stellaria leptoclada (Benth.) C.H.Mill. & J.G.West
82. Stellaria littoralis Torr.
83. Stellaria longifolia (Regel) Muhl. ex Willd.
84. Stellaria longipes Goldie
85. Stellaria mainlingensis L.H.Zhou
86. Stellaria mannii Hook.fil.
87. Stellaria media (L.) Vill.
88. Stellaria merzbacheri Kozhevn.
89. Stellaria miahuatlana B.L.Turner
90. Stellaria minuta Kirk
91. Stellaria montioides (Edgew. & Hook.fil.) Ghaz.
92. Stellaria multiflora Hook.
93. Stellaria multipartita Bo Xu & Meng Li
94. Stellaria neglecta (Lej.) Weihe
95. Stellaria nemorum L.
96. Stellaria nepalensis Majumdar & Vartak
97. Stellaria nipponica Ohwi
98. Stellaria nitens Nutt.
99. Stellaria nubigena Standl.
100. Stellaria obtusa Engelm.
101. Stellaria omeiensis C.Y.Wu & Tsui ex P.Ke
102. Stellaria ovatifolia (M.Mizush.) M.Mizush.
103. Stellaria oxycoccoides Kom.
104. Stellaria palustris (Murray ex Ehrh.) Hoffm.
105. Stellaria papillata C.H.Mill. & J.G.West
106. Stellaria parviflora Banks & Sol. ex Hook.fil.
107. Stellaria parviumbellata Y.Z.Zhao
108. Stellaria patens D.Don
109. Stellaria pauciflora Zoll. & Moritzi
110. Stellaria pedersenii Volponi
111. Stellaria pentastyla W.Q.Wang, H.F.Xu & Z.H.Ma
112. Stellaria persica Boiss.
113. Stellaria petiolaris Hand.-Mazz.
114. Stellaria petraea Bunge
115. Stellaria pilosoides Shi L.Chen, Rabeler & Turland
116. Stellaria pinvalliaca Chandra Sek. & S.K.Srivast.
117. Stellaria polyantha (Edgew. & Hook.fil.) M.T.Sharples & E.A.Tripp
118. Stellaria porsildii C.C.Chinnappa
119. Stellaria postii (Holmboe) B.Slavík, Jarol. & Chrtek
120. Stellaria procumbens Huan C.Wang & Feng Yang
121. Stellaria pterosperma Ohwi
122. Stellaria pubera Michx.
123. Stellaria pulvinata Grubov
124. Stellaria pungens Brongn.
125. Stellaria pusilla Schmid
126. Stellaria radians L.
127. Stellaria recurvata Willd. ex Schltdl.
128. Stellaria reticulivena Hayata
129. Stellaria rigida Bunge
130. Stellaria roughii Hook.fil.
131. Stellaria ruderalis M.Lepsí, P.Lepsí, Z.Kaplan & P.Koutecký
132. Stellaria ruscifolia Pall. ex Schltdl.
133. Stellaria salicifolia Tsui & P.Ke
134. Stellaria sanjuanensis M.T.Sharples & E.A.Tripp
135. Stellaria sarcophylla Rech.fil.
136. Stellaria scaturiginella Rech.fil.
137. Stellaria schischkinii Peschkova
138. Stellaria semivestita Edgew. ex Edgew. & Hook.fil.
139. Stellaria sennii Chiov.
140. Stellaria serpens Ravenna
141. Stellaria sessiliflora Y.Yabe
142. Stellaria sikaramensis Rech.fil.
143. Stellaria sikkimensis Hook.fil. ex Edgew. & Hook.fil.
144. Stellaria soongorica Roshev.
145. Stellaria souliei F.N.Williams
146. Stellaria strongylosepala Hand.-Mazz.
147. Stellaria subumbellata Edgew. ex Edgew. & Hook.fil.
148. Stellaria tibetica Kurz
149. Stellaria tomentella Ohwi
150. Stellaria uchiyamana Makino
151. Stellaria uda F.N.Williams
152. Stellaria umbellata Turcz.
153. Stellaria venezuelana Steyerm.
154. Stellaria vestita Kurz
155. Stellaria viridifolia (Khokhr.) A.P.Khokhr.
156. Stellaria wallichiana Haines
157. Stellaria weddellii Pedersen
158. Stellaria williamsiana Kozhevn.
159. Stellaria winkleri (Briq.) Schischk.
160. Stellaria yinshanensis L.Q.Zhao & Y.Z.Zhao
161. Stellaria yungasensis (Rusby) Rusby ex Volponi
162. Stellaria yunnanensis Franch.
163. Stellaria zangnanensis L.H.Zhou
164. Stellaria zhuxiensis Q.L.Gan & X.W.Li
165. Stellaria zolotuchinii A.L.Ebel
166. Stellaria ×adulterina Focke